# Waterloo & City line
A Waterloo & City line (köznyelvben The Drain, az az „A Csatorna”) a londoni metróhálózat legrövidebb tagja a Waterloo pályaudvar és a City között. Első sorban azoknak az utazási igényeit szolgálja ki, akik Surrey és Hampshire felől érkeznek a fővárosba, és továbbutaznának a belvárosi pénzügyi negyedbe, emiatt csak hétköznap és szombaton üzemel.
A metrótérképen türkizkék színnel jelölt, 2,37 kilométer hosszú metróvonalnak a Bank és Waterloo végállomások között nincs közbülső állomása, a menetideje is csupán négy perc. Az éves 15 milliós utasforgalmával a legkevésbé használt metróvonal, azonban az egy mérföldre jutó átlagos utazások számában a második vonal, csupán a Victoria line előzi meg e téren.
A vonalat a Waterloo & City Railway Company építette, és adta át 1898. augusztus 8-án (a mai Bank állomás akkor még a City nevet viselte), a City and South London Railway vonala (ma a Northern line része) után London második villamosított földalatti vasútvonalként. A metróvonalat eleinte a London and South Western Railway (később Southern Railway), majd a vasúttársaságok államosítása után a British Railways üzemeltette. A metróvonal 1994-es privatizációja során átkerült a London Undergroundhoz, amit a vonal felújítása és a járműállomány cseréje követett.

## Története

### A vonal megnyitásáig

#### Felszíni vasutak
A London and South Western Railway southamptoni és richmondi vasútvonalai 1848-ra érték el a londoni Waterloo Bride-et. Ez a helyszín kívül esett a város fő kereskedelmi negyedétől, a Citytől, és ahogy egyre fejlődött London belvárosa, úgy vált ez a hely egyre előnytelenebbé a távolsága miatt. Emiatt a vasúttársaság a vasútvonal folytatását tervezte London Bridge-ig, azonban a vasútépítési kedv visszaesése és a környék magas építési költségei miatt ezt a tervet elvetették. A South Eastern Railway vasútvonalának London Bridge-től Charing Crossig meghosszabbításával együtt Waterloot is becsatlakoztatták a vonalba, azonban a két társaság közti rivalizálás miatt 1867-ben felmondták a csomópont közös használatáról szóló megegyezést. A szétválás ellenére a South Eastern Railway 1869 januárjában megnyitotta a Waterloo Junction (ma Waterloo East) állomást, de egymás vasútjegyeit nem fogadták el, illetve a Waterloo pályaudvar csatlakozása továbbra is megoldatlan maradt.

#### Független javaslatok
A Waterloo and Whitehall Railway 1864-ben egy föld alatti vasút építésének tervével állt elő Waterloo és a Great Scotland Yard között. A földalatti működését úgy tervezték, hogy a vonatok az alagutakban dugattyúkhoz hasonlóan mozogtak volna, a nyomáskülönbség segítségével. A vállalat a kivitelezésre 100 000 font tőkével rendelkezett. Továbbá tervezték, hogy a fő vonalból egy szárnyvonalat is építenek Embankment felé, azonban az elágazás ebben a pneumatikus rendszerben nem volt kivitelezhető. Egy időben három szerelvény működtetését tervezték a vonalon: egy-egy a két végállomáson hajtotta volna végre az utascserét, a harmadik pedig az alagútban közlekedett volna.
A munkálatokat 1865. október 25-én kezdték meg, de kevesebb mint egy év elteltével már nyilvánvaló volt, hogy a ráfordított összeg nem lesz elég. Megoldásként kitolták az építési határidőt, és megemelték a tőke összegét, azonban már kevés befektető bízott abban, hogy az építkezésbe befektetés meg fog térülni. 1868-ban ismét módosítottak a határidőkön, de az építkezéssel csak lassan haladtak, és a fedezet csaknem egésze elveszett.
1881-ben a Waterloo and City Railway a Queen Streetig tervezett föld feletti vasútvonalat építeni, azonban 2,3 milliós költségvetése miatt a tervet elvetették.

#### A Waterloo & City Railway törvényjavaslata

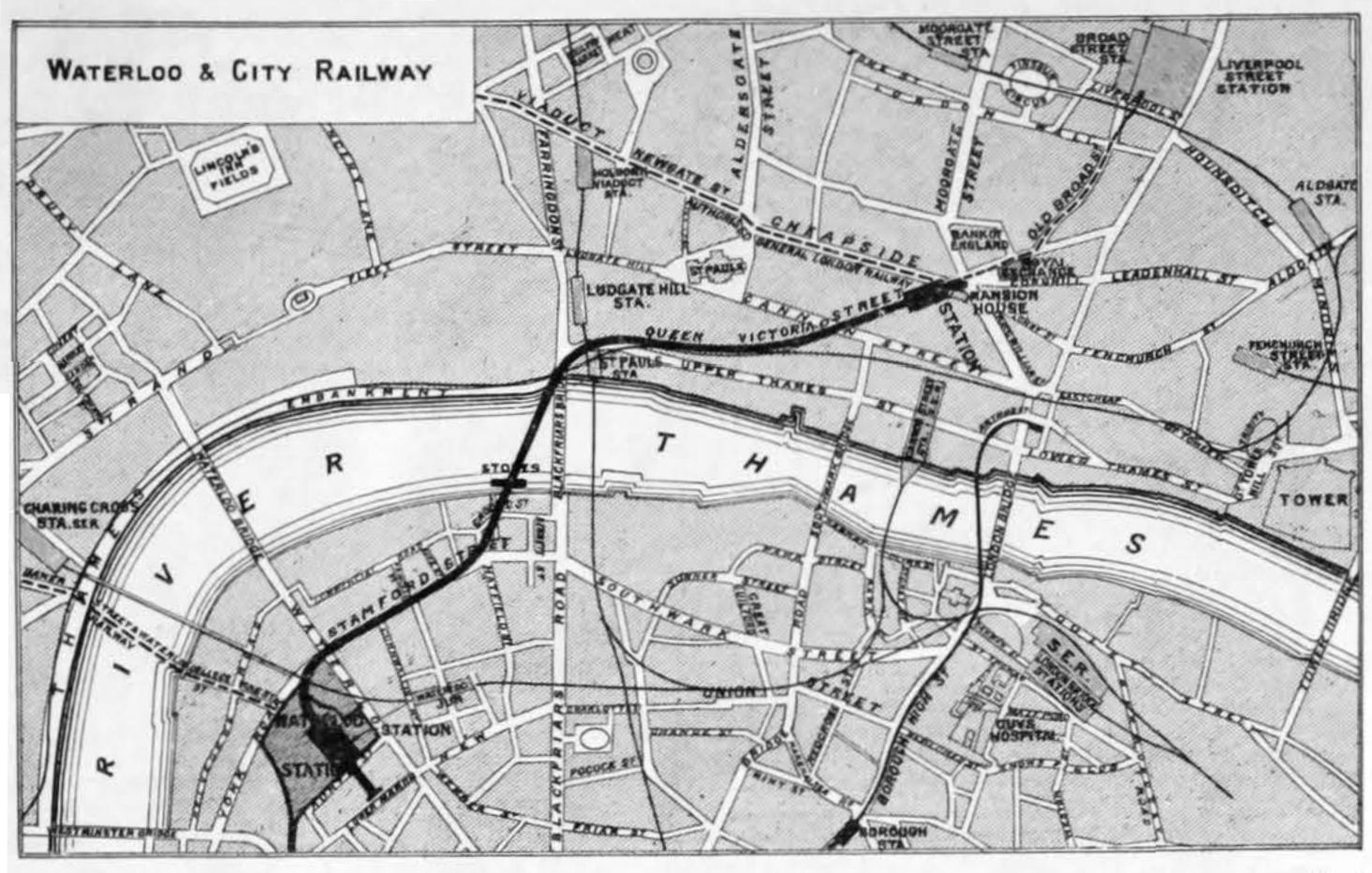
Waterloo & City Railway eredeti nyomvonalának terve

1891-ben a Corporation of the City of London népszámlálás során 37 694 lakost számoltak össze a Cityben, amely napközben a dolgozókkal együtt közel a tízszeresére, 310 384 főre duzzadt, valamint egy nap alatt 1 186 094 alkalommal utaztak London ezen részébe. Ezen kívül úgy számoltak, hogy a Waterloo pályaudvarra érkező 50 ezer utasból mintegy 12 ezren továbbutaznak omnibusszal vagy más egyéb közlekedési eszközzel a City felé.
1891 novemberében törvényjavaslatot nyújtottak be egy új, a föld alatt mélyen vezetett villamosvasút megépítésére Waterloo és Mansion House között, melynek megvalósítására 500 000 angol fontot szántak. A javaslat független kezdeményezéssel, de a London and South Western Railway támogatásával került benyújtásra a brit parlament elé. Még ugyanebben a parlamenti ülésszakban további javaslatokat nyújtottak be a metróvonal megvalósítására, melyek csupán az építési eljárásban különböztek az eredetitől: az egyik egy kéregvasút, a másik pedig egy föld felszíne fölötti magasvasútról szólt, azonban ezek közül egyik módszer se volt megfelelő a célra.
A törvényjavaslat előrehaladta a parlament elé kerülve lelassult részben azért, mert a földalatti villamosvasút még elég újnak számított Londonban, és korábban csupán egy helyen, a City and South London Railway földalatti vasútján (ma a Northern line része) alkalmazták, másrészről a városi közművekért felelős hatóság több petíciót is benyújtott ellene. Továbbá a megyei tanács is ragaszkodott, hogy nagyobb átmérőjű alagutakkal épüljön meg a vonal, hogy a Waterloo pályaudvarra érkező vonatok továbbhaladhassanak rajta, ezért ez egy új pályaudvar megépítését is szükségessé tette a Citybe, közvetlenül a Bank alá, éppen ezért ezt a változtatást elvetették.
Számos alkalommal nyújtottak be petíciót a törvényjavaslat ellen, azonban végül 1893. július 27-én megkapta Viktória királynőtől a királyi jóváhagyást.

#### Építkezés előkészületei
Az építkezések megkezdése előtt, 1894 márciusától 10 fontos részvények kibocsájtásába kezdtek, melyből április 21-ig 54 ezret vásároltak, ezzel túlteljesítve az eredeti elvárásokat. Az építkezés ideje alatt 3%-os osztalékot fizettek ki a részvényeseknek.
Az alagútmunkák elvégzésére kiírt pályázatot a John Mowlem & Co Ltd nyerte el 229 064 font értékben.

#### Építkezés

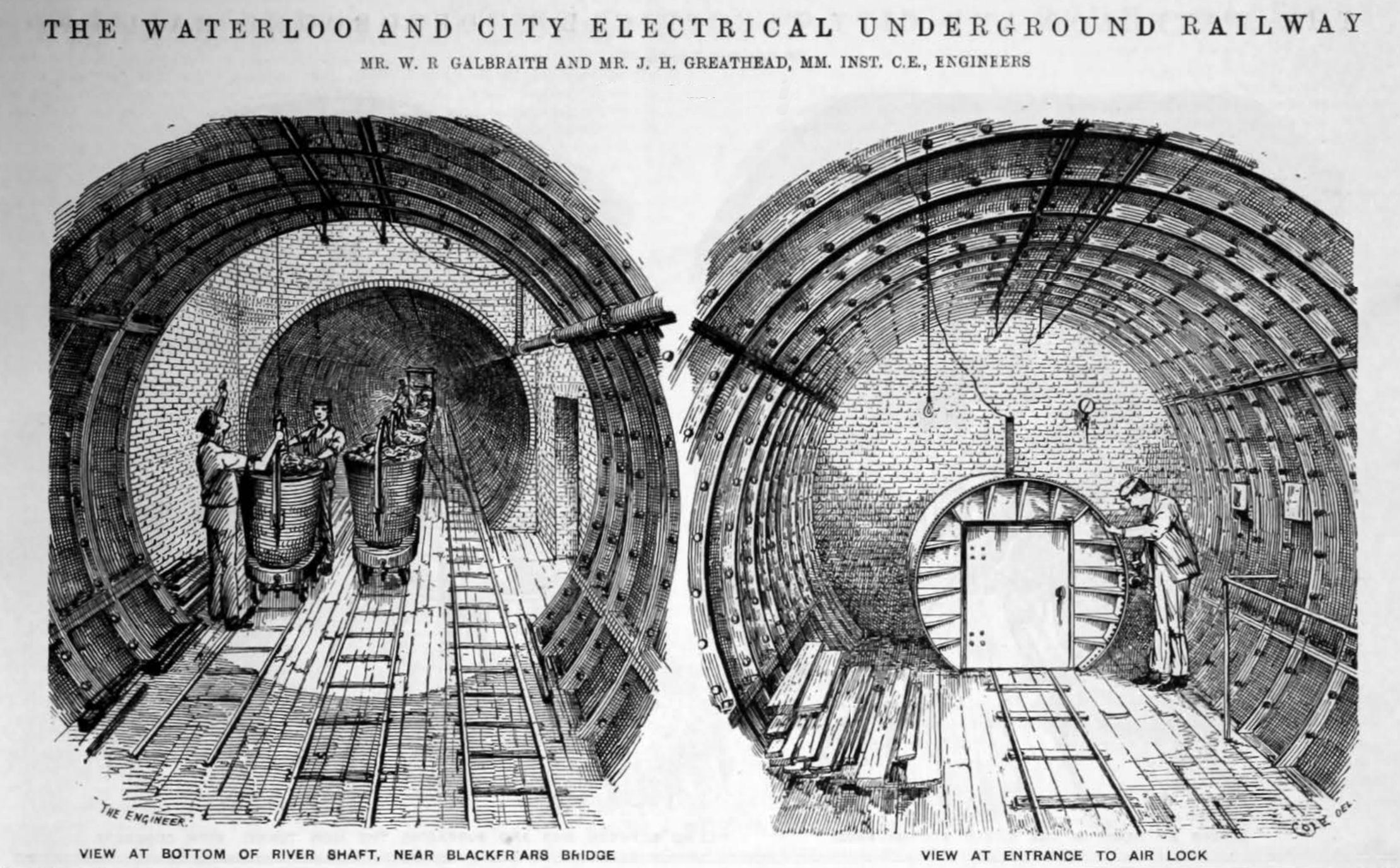
Az alagútépítés során kitermelt föld eltávolítása

Az építkezést 1894. június 18-án kezdték meg a Temze folyón, a Blackfriars Bridge-től 150 méterre nyugatra. A folyó medrében a munkálatokat egy jászolgát segítségével tudták végezni, ezáltal itt tudták kialakítani a két 16 láb (4,9 m) átmérőjű indítóaknákat. Az elkészített tervek szerint a metróvonal alagútjai átlagosan 14 méterre futnak a felszín alatt, legmélyebb pontját a Temze alatt éri el, ahol a földfelszín alatt 19 méterre, a folyó medre alatt 7 méterre helyezkedik el.
Az alagutak fúrását 1894 novemberében kezdték meg. A fúráshoz James Henry Greathead által kifejlesztett alagútfúró pajzsot használtak, az alagút falának megerősítéséhez öntöttvas elemeket alkalmaztak, a földbeömlés ellen pedig a munkateret állandóan túlnyomás alatt tartották. Az alagút építésén irányonként egyszerre 20-20 munkás dolgozott.
A kitermelt föld eltávolítása a Blackfriars Bridge melletti indítóaknákon keresztül zajlott, a föld munkaterületen belüli szállítását egy ideiglenes keskeny nyomtávú (460 mm) vasúton bonyolították le. Vontatásra a Siemenstől vásároltak három villanymozdonyt, melyek felsővezetékről betáplált 200 voltos egyenárammal működtek.
A Waterloo metróállomás építését a Perry and Co végezte. Az állomást a Waterloo pályaudvar vágányaira merőlegesen, a főépület alá helyezték el, ezért a metróállomás extra megerősítést kapott, hogy elbírja a rá nehézkedő pályaudvar súlyát. A megerősítést boltíves pillérekkel oldották meg, melyeknek alapozása 2,4 méterre nyúlik a metróállomás alá.

#### Építészeti részletek

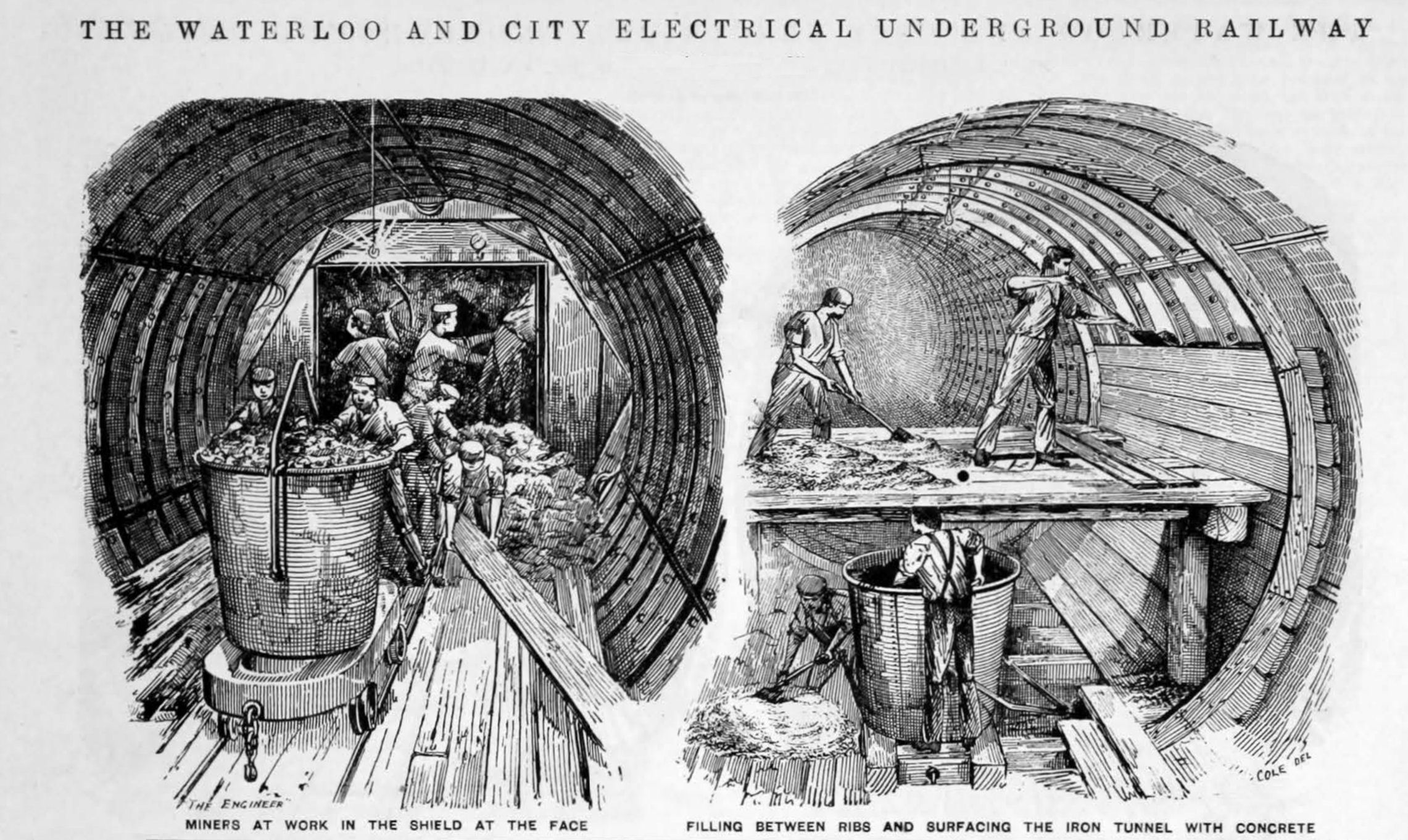
Fúrópajzs használata a metróalagút építése közben

A vonal kezdőpontja a Lower Marsh alatt található, innen indul el északkelet felé, majd egy ív után folytatja útját északnyugat felé. A kezdőpont és az első ív között a vonatok kéreg alatti alagútban futnak, és ez után kezdődik a mély vezetésű szakasz. Az alagút Stamford Street alatt észak-északkeleti irányba fordul, átmegy a Temze alatt, közben megközelíti a Blackfriars Bridge-et. Queen Victoria Street alatt keleti irányba fordul, majd Mansion House környékén egy szakaszon a District line alatt fut. A vonal legkisebb íve közvetlenül a Waterloo állomás után található, melynek a sugara 603 láb (184 m).
Mind a két alagút 12 láb 1 3⁄4 hüvelyk (3,702 m) belső átmérővel rendelkezik, leszámítva a Waterloot követő ívet, ahol ez 12 láb 9 hüvelyk (3,89 m). Az alagút belső szerkezete öntöttvas gyűrűkből áll, melyeket egyesével hét-hét tübbing és egy-egy záróelem alkot. A vonalon hét átjáró található az alagutak között. Az alagutak a Temze medre alatt 23 láb (7,0 m) mélységben fut, teljes hosszuk pedig 1 mérföld 1012 yard (2535 m).

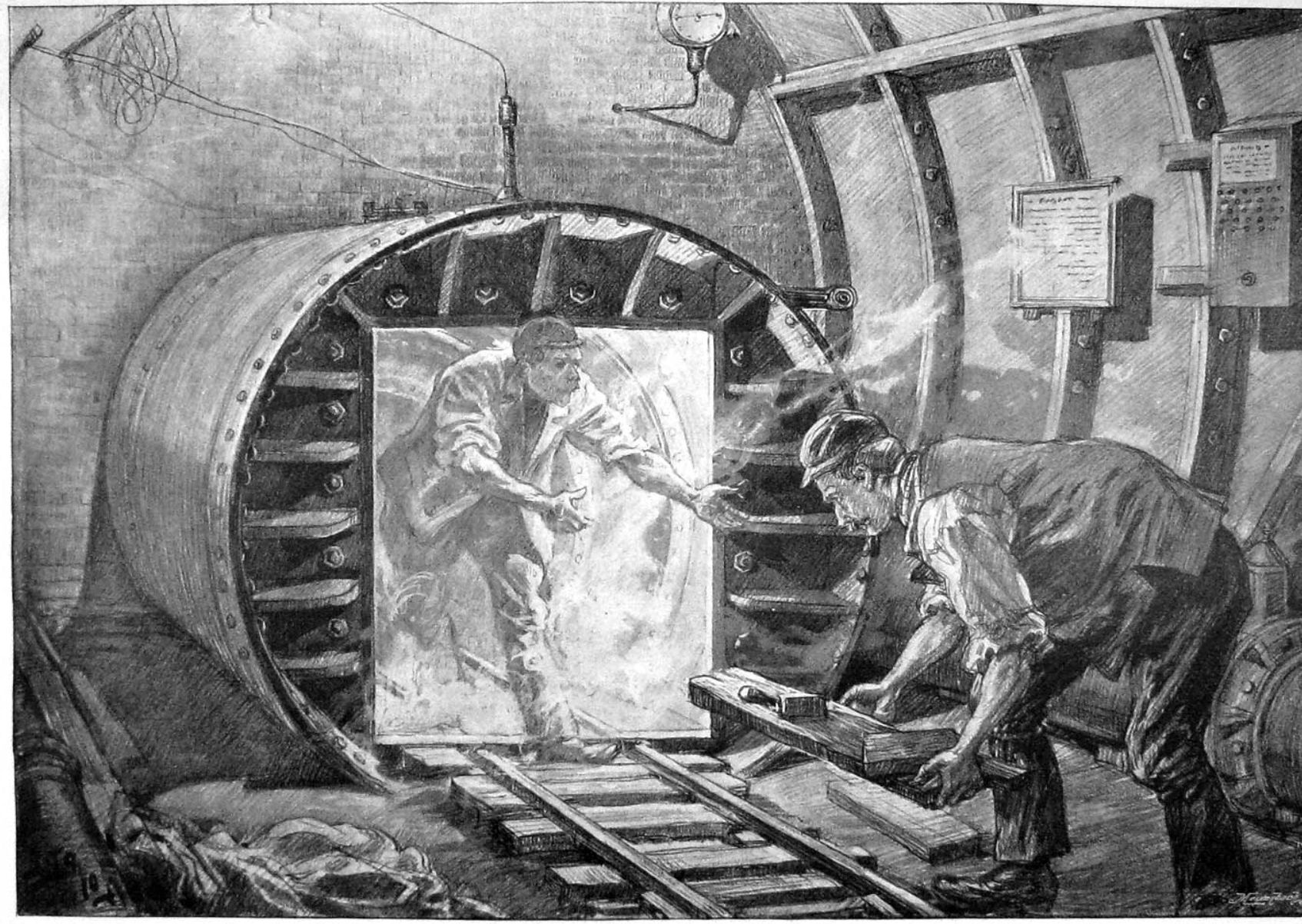
A magas nyomású munkaterületre csak légzsilipen keresztül lehetett belépni

A Waterloo alatti metróállomás a pályaudvar épülete alatt, a vágányokra merőlegesen készült el külön érkező és induló peronokkal. Az állomás után helyet kapott egy fordítóvágány is, hogy az érkező metró az utasok leszállítását követően visszafordulva be tudjon állni az indulási oldalra. Később a fordító még egy kihúzó vágánnyal bővült.
Csakúgy, mint a Waterloo, a City metróállomás is két vágányt kapott, azonban itt mind a két vágány fogad és indít vonatokat. A két vágány közül a bal oldalit hosszabbra építették, hogy rajta hosszabb szerelvények is elférhessenek. A peronokat és a vágányokat magukba foglaló alagutakat 23 láb (7,0 m) belső átmérővel építették meg, amely a maga korában a legnagyobbnak számított. Az állomás elé hagyományos kitérők helyett egy angolváltót építettek be, amitől egy időben nem tud indulni és érkezni is metró az állomásra. A kitérő alagútszakaszának építésekor két kisebb helyett egy nagyobb átmérőjű fúrópajzsot használtak.

#### Az eredeti biztosító berendezés
A London and South Western Railway 1897-ben kötött szerződést William Robert Sykesszal jelzőberendezés leszállítására.
A vonalon jelfogókat alakítottak ki a Waterloo északi peronjának a déli végében, valamint a City állomás ugyancsak az északi peronjának déli végében. A Waterloo déli kijáratában hagyományos alakjelzőket, míg a vonal többi pontján fényjelzőket használtak jelzésre.

#### Villamosítás
Áramfejlesztő, -elosztó és villamos berendezések leszállítására 1897. január 4-én kötöttek szerződést a német Siemensszel 55 913 font értékben.
Az áramot termelő öt (később hat) gőzgépet öt, 1200 kPa nyomású kazán fűtötte fel, a gépek pedig 270 kW teljesítményű generátorokat hajtottak meg. A generátorok terhelés nélkül 500 voltos, teljes terheléssel 530 voltos áramot fejlesztett. A kazánok szénszállítmányát a felszíni vasúton, a Waterloo pályaudvaron keresztül szállították le. A szeneskocsikat egy felvonóval eresztették le a metró szintjére, majd egy villamos tolatómozdony továbbította a vagonokat.

#### City metróállomás
1891-nen a Central London Railwayt (CLR, ma a Central line része) törvényben kötelezték egy metróállomás létesítésére a Bank of England környékén, melynek magába kell foglalnia egy jegypénztárt és a környező utcákat összekötő aluljárót, továbbá az állomásnak nyilvánosnak kellett lenni, azaz más társaságok is létesíthessenek itt megállót.

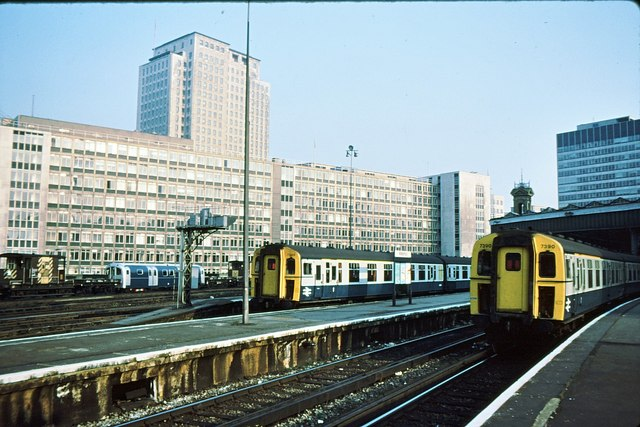
Waterloo pályaudvar látképe 1979-ben, a háttérben egy 487 sorozatú kocsi várja, hogy visszavigyék a vonalra

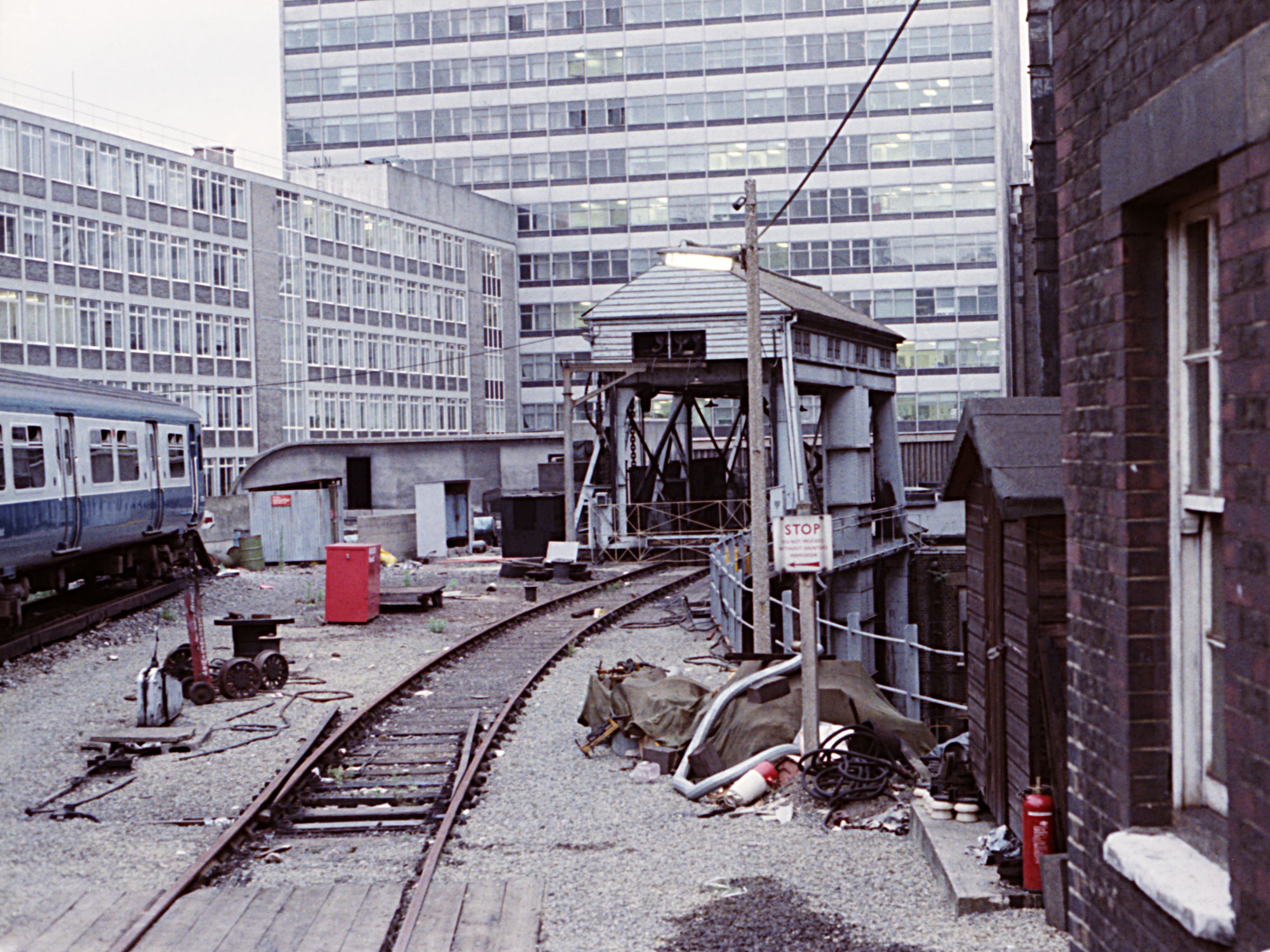
Az úgynevezett „Armstrong lift” 1988-ban

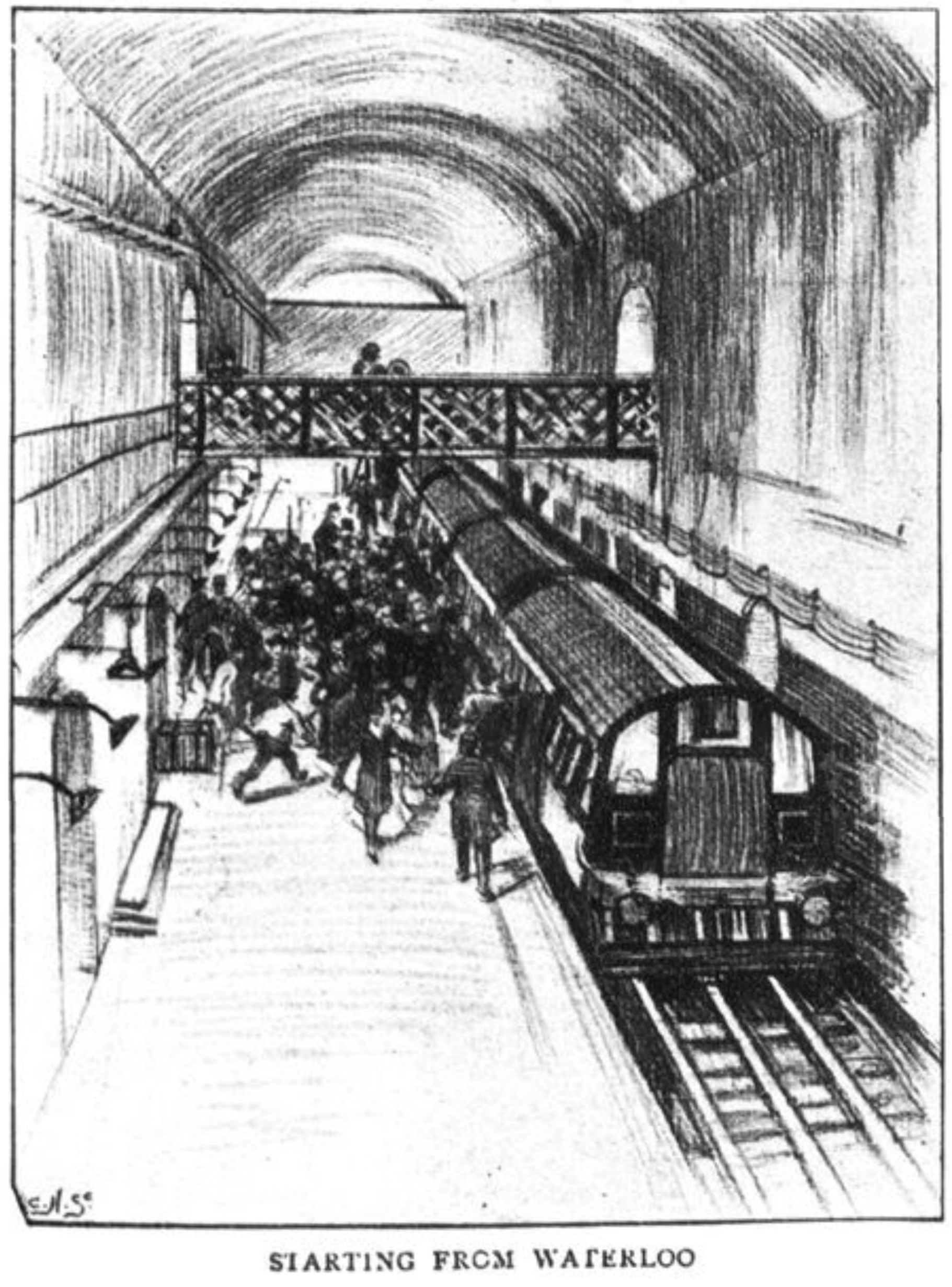
Rajz a Waterloo metróállomás megnyitásáról

## Állomáslista

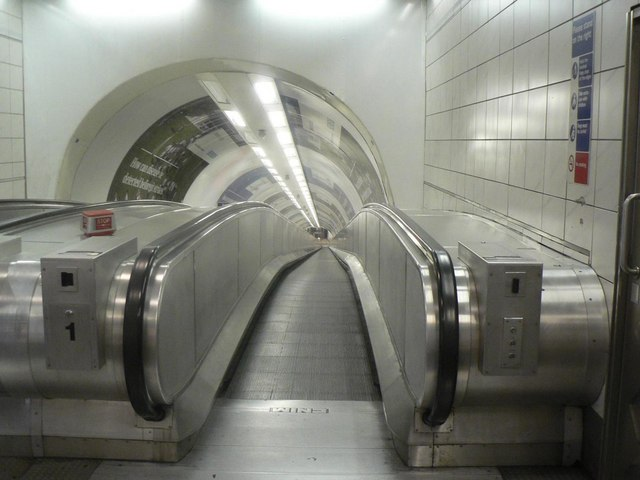
Mozgójárda a Bank állomáson

| Állomás  | Kép | Megnyitás          | Megjegyzés |
| -------- | --- | ------------------ | --- |
| Bank     |     | 1898. augusztus 8. | Eredeti neve City, jelenlegi nevét 1940. október 28-án kapta.                                                                                              |
| Waterloo |     | 1898. augusztus 8. | A peronok a 25-ös és 26-os számot viselik, melyek a Waterloo pályaudvar vágányainak sorszámának a folytatása. Ez még a British Rail időszakból maradt meg. |

## Fordítás
- Ez a szócikk részben vagy egészben  a   Waterloo & City line című angol Wikipédia-szócikk fordításán alapul.  Az eredeti cikk szerkesztőit annak laptörténete sorolja fel. Ez a jelzés csupán a megfogalmazás eredetét és a szerzői jogokat jelzi, nem szolgál a cikkben szereplő információk forrásmegjelöléseként.